# 藤田明美
藤田 明美（ふじた あけみ、1971年〈昭和46年〉1月6日 - ）は、日本の政治家。新潟県加茂市長（2期）。元加茂市議会議員（1期）。

## 来歴
新潟県加茂市出身。新潟県立三条高等学校、早稲田大学理工学部数学科卒業。
結婚を機に郷里に戻り、家庭教師や塾講師などをつとめる。発達障害や学校での生活に困難さを抱える子供たちと接する中で、加茂市の障害福祉の遅れを感じ、加茂市議会議員選挙への立候補を決意。2015年（平成27年）4月に行われた市議選に立候補し、トップの得票数で初当選した。自民党加茂支部の女性局長を務める。
2018年（平成30年）12月27日、任期満了に伴う加茂市長選挙に立候補する意向を明らかにした。2019年（平成31年）4月21日投開票の市長選で、7選を目指す現職の小池清彦を破り初当選した。5月10日、市長就任。
※当日有権者数：23,524人 最終投票率：69.58%（前回比：1.04pts）
| 候補者名 | 年齢 | 所属党派 | 新旧別 | 得票数  | 得票率 | 推薦・支持 |
| -------- | ---- | -------- | ------ | ------- | ------ | ---------- |
| 藤田明美 | 48   | 無所属   | 新     | 8,650票 | 53.93% |            |
| 小池清彦 | 82   | 無所属   | 現     | 7,388票 | 46.07% |            |

2023年4月16日、無投票で再選。

## 市政
- 2019年度当初予算で小池清彦前市長が目玉政策として4億2千万円を計上していた市立全小中学校体育館へのエアコン設置事業につき、同年6月議会で「保留にする」と答弁した[8]。
- 2019年（令和元年）7月10日、市財政の立て直しに向けて、自身の月額給与を15％減額すると発表した。副市長については10％、教育長については5％減額する。また、香典や祝儀を広く使途としてきた市長交際費を見直し、総額をほぼ半額にする[9]。